# نخوتیفکا
نخوتیفکا (انگلیسی: Nekhoteyevka) یک شهرک در بخش بلگورودسکی استان بلگورود کشور روسیه است.